# Gouaux-de-Larboust
Gouaux-de-Larboust ist eine französische Gemeinde mit 41 Einwohnern (Stand 1. Januar 2022) im Département Haute-Garonne in der Region Okzitanien (zuvor Midi-Pyrénées). Die Einwohner werden als Gouaussois bezeichnet.

## Geographie
Umgeben wird Gouaux-de-Larboust von den vier Nachbargemeinden:
| Loudervielle | Garin                                       |    |
| Germ         | Kompassrose, die auf Nachbargemeinden zeigt |    |
|              |                                             | Oô |

## Bevölkerungsentwicklung
| Jahr                       | 1962 | 1968 | 1975 | 1982 | 1990 | 1999 | 2006 | 2011 | 2017 | 2019 |
| -------------------------- | ---- | ---- | ---- | ---- | ---- | ---- | ---- | ---- | ---- | ---- |
| Einwohner                  | 73   | 74   | 88   | 46   | 67   | 65   | 47   | 55   | 67   | 69   |
| Quellen: Cassini und INSEE |      |      |      |      |      |      |      |      |      |      |

## Sehenswürdigkeiten
- Kirche St-Exupère, erbaut im 12. Jahrhundert

## Weblinks

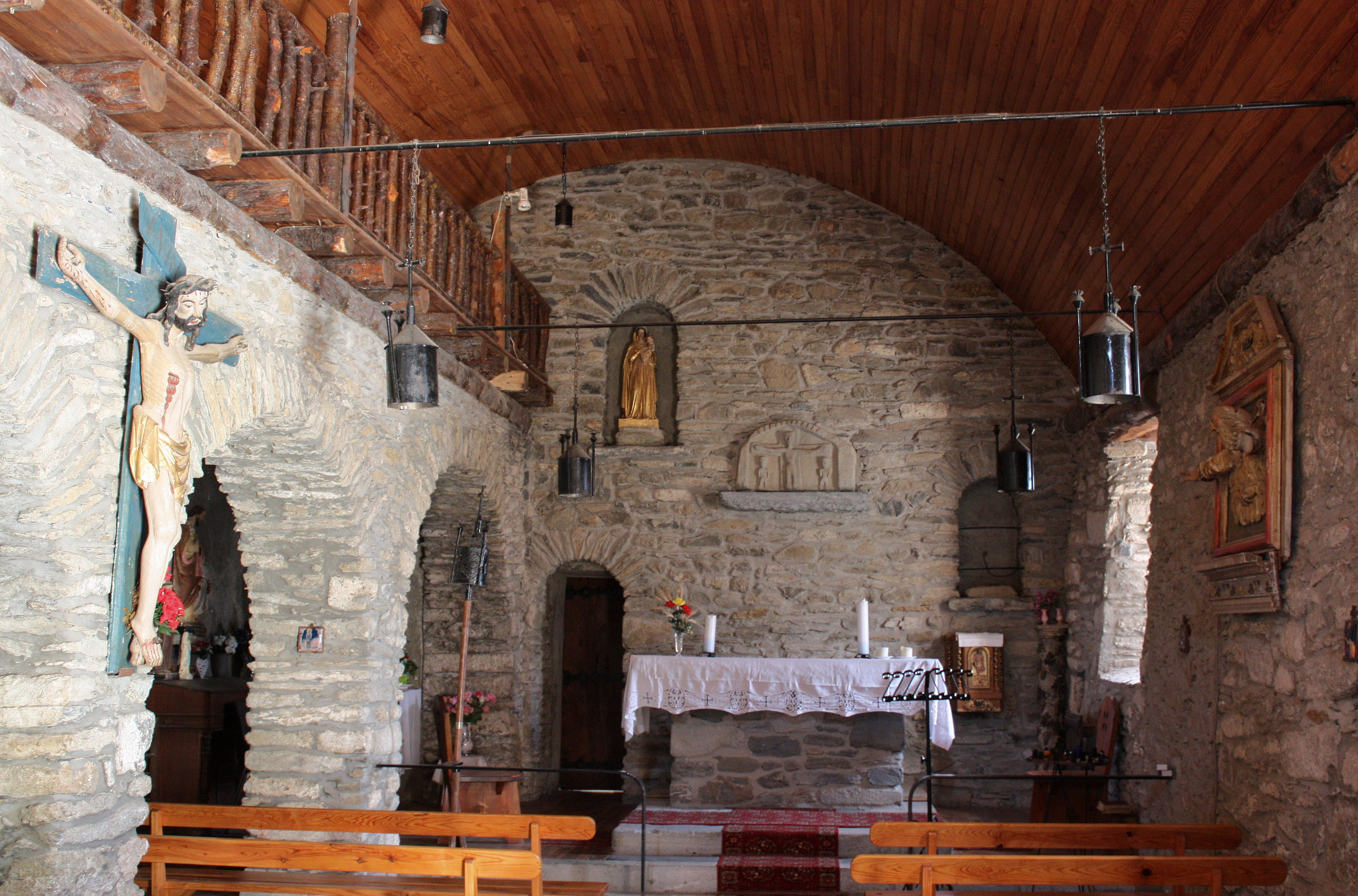
Innenansicht der Kirche St-Exupère